# Ron Behagen
Ronald Michael Behagen, detto Ron (New York, 14 gennaio 1951), è un ex cestista statunitense, professionista nella NBA e in Italia.

## Carriera
Venne selezionato dai Kansas City Kings al primo giro del Draft NBA 1973 (7ª scelta assoluta).

## Statistiche

### NBA

#### Regular Season
| Anno      | Squadra            | PG  | PT | MP   | TC%  | 3P% | TL%  | RP  | AP  | PRP | SP  | PP   |
| --------- | ------------------ | --- | -- | ---- | ---- | --- | ---- | --- | --- | --- | --- | ---- |
| 1973-1974 | K.C. Kings         | 80  | -  | 25,7 | 43,2 | -   | 76,4 | 7,1 | 1,7 | 0,7 | 0,5 | 11,0 |
| 1974-1975 | K.C. Kings         | 81  | -  | 27,2 | 39,9 | -   | 75,4 | 7,3 | 1,9 | 0,7 | 0,5 | 10,7 |
| 1975-1976 | Utah Jazz          | 66  | -  | 26,3 | 44,6 | -   | 80,4 | 8,4 | 2,1 | 1,0 | 0,4 | 11,5 |
| 1976-1977 | Utah Jazz          | 60  | -  | 19,5 | 41,8 | -   | 71,4 | 7,2 | 1,4 | 0,7 | 0,3 | 8,6  |
| 1977-1978 | Atlanta Hawks      | 26  | -  | 22,0 | 47,0 | -   | 72,9 | 6,7 | 1,3 | 1,2 | 0,5 | 11,0 |
| 1977-1978 | Houston Rockets    | 3   | -  | 11,0 | 63,6 | -   | 0,0  | 2,3 | 0,7 | 0,0 | 0,0 | 4,7  |
| 1977-1978 | Indiana Pacers     | 51  | -  | 22,2 | 40,8 | -   | 72,7 | 6,5 | 1,3 | 0,6 | 0,4 | 11,2 |
| 1978-1979 | Detroit Pistons    | 1   | -  | 1,0  | -    | -   | -    | 0,0 | 0,0 | 0,0 | 0,0 | 0,0  |
| 1978-1979 | N.Y. Knicks        | 5   | -  | 7,6  | 41,7 | -   | 100  | 2,2 | 0,4 | 0,4 | 0,0 | 2,4  |
| 1978-1979 | K.C. Kings         | 9   | -  | 14,0 | 46,0 | -   | 72,7 | 3,4 | 0,6 | 0,2 | 0,1 | 6,0  |
| 1979-1980 | Washington Bullets | 6   | -  | 10,7 | 39,1 | -   | 83,3 | 2,3 | 1,2 | 0,0 | 0,7 | 3,8  |
| Carriera  | Carriera           | 388 | -  | 23,5 | 42,5 | -   | 75,4 | 7,0 | 1,6 | 0,7 | 0,4 | 10,3 |

#### Playoffs
| Anno     | Squadra            | PG | PT | MP   | TC%  | 3P% | TL% | RP  | AP  | PRP | SP  | PP  |
| -------- | ------------------ | -- | -- | ---- | ---- | --- | --- | --- | --- | --- | --- | --- |
| 1975     | K.C. Kings         | 6  | -  | 18,0 | 51,2 | -   | 100 | 4,8 | 1,0 | 0,2 | 0,3 | 7,8 |
| 1980     | Washington Bullets | 2  | -  | 7,0  | 28,6 | -   | -   | 1,0 | 1,5 | 0,0 | 0,0 | 2,0 |
| Carriera | Carriera           | 8  | -  | 15,3 | 48,0 | -   | 100 | 3,9 | 1,1 | 0,1 | 0,3 | 6,4 |

## Palmarès
- NBA All-Rookie First Team (1974)